# Malecón habanero

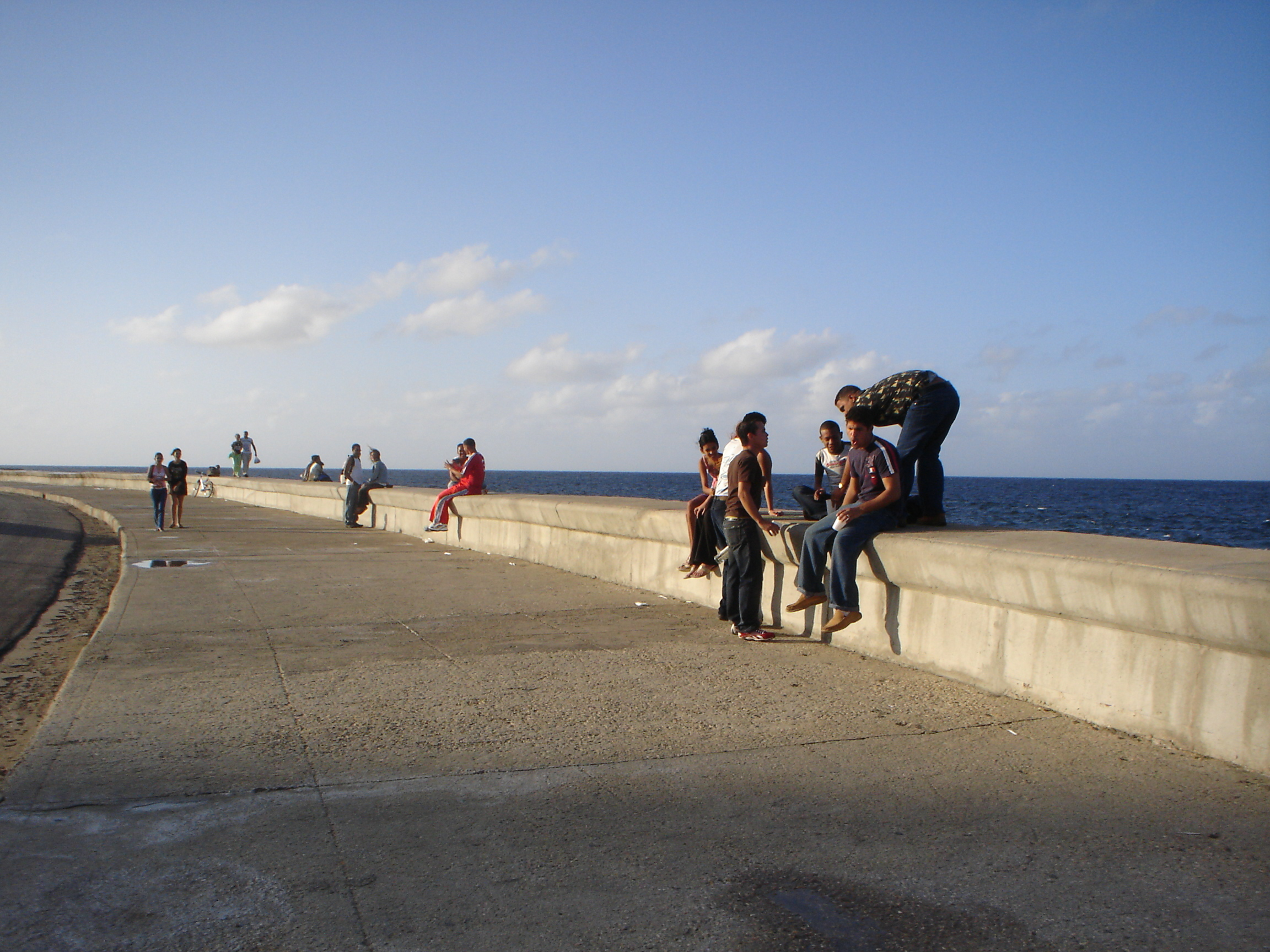
El Malecón.

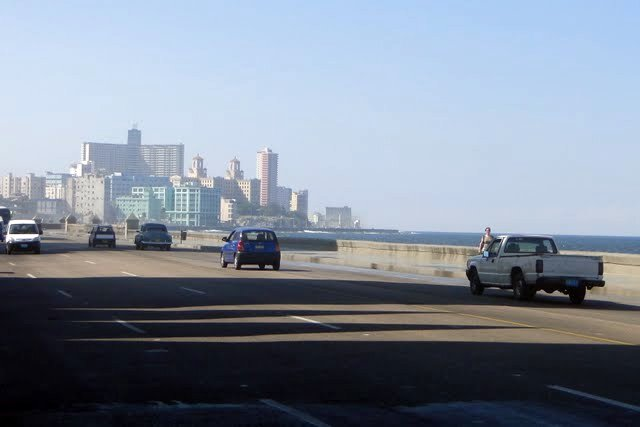
Malecón, Habana

El Malecón habanero se encuentra en La Habana, capital de la República de Cuba. Comprende una amplia avenida de seis carriles y un larguísimo muro que se extiende sobre toda la costa norte de la capital cubana a lo largo de ocho kilómetros.

## Historia
Hay que señalar, que mucho antes de empezar a construirse este extenso “Muro de Hormigón Armado”, se habían colocado ya las primeras piedras -desde 1819- en el tramo conocido como “Avenida del Puerto”, debido al ensanche de extramuros dada por la utilización más óptima del espacio y por la necesidad de los capitalinos por expandirse. La costa era un lugar de arrecifes donde tomaban baños los habaneros y los pescadores anclaban sus embarcaciones. En este lugar existían viviendas, tabernas situadas entre la mar y el muro en el que los visitantes disfrutaban el ocaso.
Ya finalizando el siglo XIX, la Isla era la última colonia española en América, los productos americanos se apoderaban de La Habana. La ciudad era una urbe que demandaba cambios en su infraestructura por la necesidad de saneamiento lo que propició, entre otras cosas, el avance del Malecón… A mediado del siglo XIX, los ferrocarriles cobran vida por el crecimiento acelerado de la metrópoli. En 1859 comienzan a circular tranvías eléctricos desde el Puerto de La Habana a lo largo de la calle San Lázaro, pegado a la costa hasta la desembocadura del Río Almendares. 
Muchos hombres de ciencia dedicaron sus vidas a la cimentación de este extenso banco, uno de ellos fue el destacado ingeniero cubano Don Francisco de Albear, hombre que “ideó” la obra en sus inicios. En esos años existían puntos defensivos (cañones) en el litoral del “Monte vedado”. El proyecto serviría para la recreación de los nuevos vecinos de la ciudad, aunque la escasa visión del gobierno no liberó los fondos y la intención de ampliación de Albear quedó en el olvido.
Para dar una idea, en 1870 la ciudad de La Habana llegaba a la Calzada de Belascoaín y en el inicio de siglo XX el Malecón alcanzaba Infanta, ya en 1901 se decide construir el tramo entre el Paseo del Prado y la calle Crespo. Con el mandato de Gerardo Machado (1925-1933) el dique habanero, al igual que muchos lugares opulentos de La Habana, empezaron a florecer, concediéndoles más valor a la ciudad. Destacándose en las ampliaciones el Secretario de Obras Públicas Carlos Miguel de Céspedes y el urbanista Jean Forestier hombres que dirigieron parte de la edificación de la ciudad en ese período.
Desde la antigüedad, los cubanos hicieron gala de las diferentes vistas de este extenso banco que se extiende a lo largo de 8 kilómetros por toda la costa del litoral habanero, llamado en sus inicios "Avenida Golfo", y donde su crecimiento dejó a un lado el impenetrable "Monte Vedado", propiciando la demolición de muchas edificaciones como el antiguo "Palacio de Convenciones y Deportes". ¡Emergiendo lo que hoy conocemos como muro de Malecón habanero! 
Su último tramo quedó construido en 1958 por el “Ministerio Obras Públicas” -MOP- donde el proyecto creció hacia el norte ganando de esta manera terreno para poder desarrollar la majestuosa avenida que es hoy en día la Avenida del Malecón habanero. Para esto, se tuvo que fundir con concreto, anclar muchos bloques para rellenar los espacios robados al mar con el material de la demolición de las edificaciones, garantizando de esta manera un firme para desplegar la extensa avenida.

## Construcción
Su construcción se fue realizando por etapas sucesivas y duró cerca de cincuenta años, 
- El primer trayecto 1901-1902 abarcó desde el Paseo del Prado hasta la calle Crespo.
- El segundo tramo 1902-1921 y se extendía hasta el Monumento al Maine.
- El tercer tramo que duró hasta los años 30 terminaba en la Avenida de los Presidentes.
- El cuarto tramo y final 1948–1958 culminaba el malecón en la desembocadura del río Almendares.

Importantes monumentos se alzan a lo largo de la avenida, como el del Generalísimo Máximo Gómez, el del mayor general Antonio Maceo y el del General Calixto García, además que importantes avenidas de la capital terminan desembocando en el malecón como la calle 23, la avenida de los Presidentes y la avenida Paseo.
Otros edificios y monumentos representativos de la capital también bordean todo lo largo de la avenida malecón, como el Castillo de la Real Fuerza de La Habana, el Castillo de San Salvador de la Punta, el Torreón de San Lázaro, la entrada al Túnel de La Habana, el Hotel Nacional de Cuba, la embajada estadounidense, el Torreón de la Chorrera y el edificio Malecón 17  "Las Cariátides" antiguo Unión Club, diseñado y construido en 1924 por la reconocida firma de arquitectos Govantes y Cabarrocas, posteriormente rehabilitado para acoger el Centro Cultural de España en La Habana en 1998 por el arquitecto Miguel Viera Medal.
Siete mil metros de un ancho muro de cemento convierten al malecón habanero en el lugar de encuentro más visitado de la capital cubana. Su función principal, además de ser una obra estrátegica para detener el agua, es ser un centro de atención turística y local. Los habitantes de la isla que más cercanos a dicha estructura a menudo pasan las noches y madrugadas esperando el amanecer, tomando tragos y cantando con guitarras bajo las estrellas. El malecón habanero, desde su construcción se ha convertido en signo de la isla, identificándola en cualquier parte del mundo.